# Stammham (Eichstätt)
Ne doit pas être confondu avec Stammham (Altötting).
Stammham est une commune de Bavière (Allemagne), située dans l'arrondissement d'Eichstätt, dans le district de Haute-Bavière.